# Шапиро, Юлия Семёновна
Юлия Семёновна Шапиро (р. 16 декабря 1984 года, Санкт-Петербург, Россия) — российская и израильская фигуристка, выступавшая в спортивных парах.

## Карьера
Выступала с Игорем Петровым, Алексеем Соколовым, Дмитрием Хроминым за команду России. В паре с Соколовым была третьей на чемпионате мира среди юниоров в 2000 году.
Последним партнёром был Вадим Акользин, с которым они выступали за Израиль. Эта пара трёхкратные чемпионы Израиля (2003—2005 год). В 2005 году, на предолимпийском чемпионате мира, проходившем в Москве, они не смогли занять достаточно высокое место, чтобы пройти квалификацию и принять участие в Олимпиаде в Турине. По окончании сезона 2005 года пара распалась.

## Спортивные достижения
(С Акользиным)
| Соревнования                          | 2002—2003 | 2003—2004 | 2004—2005 |
| ------------------------------------- | --------- | --------- | --------- |
| Чемпионат мира по фигурному катанию   |           | 16        | 18        |
| Чемпионат Европы по фигурному катанию |           | 15        | 10        |
| Чемпионаты мира среди юниоров         |           | 13        |           |
| Чемпионаты Израиля                    | 1         | 1         | 1         |
| Этапы Гран-При: Skate America         |           |           | 8         |
| Этапы Гран-При:Trophee Eric Bompard   |           |           | 9         |
| Skate Israel                          |           | 1         |           |
| Этапы юниорского Гран-При, Польша     |           | 8         |           |
| Этапы юниорского Гран-При, Словения   |           | 8         |           |

(С Хроминым)
| Соревнования                          | 2000—2001 | 2001—2002 |
| ------------------------------------- | --------- | --------- |
| Чемпионаты России среди юниоров       | 6         | 4         |
| Этап Гран-При: Cup of Russia          | 9         |           |
| Финалы юниорского Гран-При            |           | 5         |
| Этапы юниорского Гран-При, Нидерланды |           | 2         |
| Этапы юниорского Гран-При, Болгария   |           | 1         |
| Этапы юниорского Гран-При, Польша     | 3         |           |
| Этапы юниорского Гран-При, Германия   | 3         |           |

(С Соколовым)
| Соревнования                        | 1999—2000 |
| ----------------------------------- | --------- |
| Чемпионаты мира среди юниоров       | 3         |
| Чемпионаты России среди юниоров     | 2         |
| Финалы юниорского Гран-При          | 2         |
| Этапы юниорского Гран-При, Чехия    | 1         |
| Этапы юниорского Гран-При, Словения | 1         |